# Toribio Ayerza
Toribio Ayerza Mendizábal (Usúrbil, Guipúzcoa, 1815 - Buenos Aires, 1884), médico cardiólogo español, emigró a mediados del siglo XIX a Argentina donde, en 1880, fundó junto a Guillermo Rawson la Cruz Roja Argentina, de la que fue presidente honorario. Contribuyó a la difusión de diversas técnicas médicas y de la cultura vasca, fundando el club Laurat Bat.

## Biografía
Estudió en el colegio de los nobles de Vergara (Guipúzcoa) y en Madrid. Durante la Primera Guerra Carlista en 1833 fue destinado a la sección de sanidad del ejército de Don Carlos. 
Se trasladó a Montpellier donde se graduó y posteriormente, en París perfeccionó sus conocimientos al lado de Armand Trousseau y Gabriel Andral. 
En 1845 embarcó hacia Buenos Aires donde difundió técnicas clínicas pioneras como la traqueotomía que contribuyó a salvar muchas vidas en épocas de difteria, alcanzando gran prestigio.
En colaboración con Guillermo Rawson, fundó el 10 de junio de 1880 la sección argentina de la Cruz Roja, constituida en 1863 en Ginebra por Henri Dunant. Fue socio fundador, presidente y primer médico de la Asociación de Socorros Mutuos de Buenos Aires. Perteneció a la Sociedad de Beneficencia, a la Institución de San Francisco Javier de niños obreros y a la Sociedad San Vicente de Paúl.
Fue enterrado en el cementerio de La Recoleta donde un panteón le rinde homenaje. Su hijo Abel Ayerza, prosiguió la profesión de su padre siendo el descubridor de la Enfermedad de Ayerza.